# Stràkhovo
Stràkhovo (en rus: Страхово) és un poble de l'óblast de Tula, a Rússia, segons el cens del 2010 tenia 577 habitants.